# 索塞莱潘
索塞莱潘（法語：Sausset-les-Pins，法語發音：[sosɛ le pɛ̃]）是法国罗讷河口省的一个市镇，属于伊斯特尔区。

## 地理
索塞莱潘（43°19'56"N, 5°6'50"E）面积12.1 平方千米，位于法国普罗旺斯-阿尔卑斯-蓝色海岸大区罗讷河口省，该省份为法国东南部沿海省份，北起沃克吕兹省，西接加尔省，南濒地中海，东临瓦尔省。
与索塞莱潘接壤的市镇（或旧市镇、城区）包括：卡里勒鲁埃、马蒂格新堡、马蒂格。

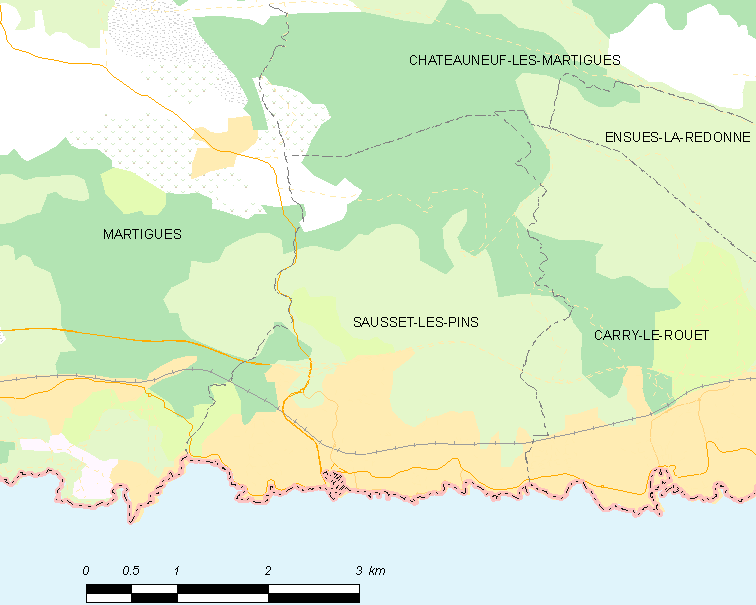
索塞莱潘的OSM定位图

索塞莱潘的时区为UTC+01:00、UTC+02:00（夏令时）。

## 行政
索塞莱潘的邮政编码为13960，INSEE市镇编码为13104。

## 政治
索塞莱潘所属的省级选区为马里尼亚讷县。

## 人口

1962-2008年间索塞莱潘人口变化图示

索塞莱潘于2022年1月1日时的人口数量为7556人。